# Amsonia grandiflora
Amsonia grandiflora là một loài thực vật có hoa trong họ La bố ma. Loài này được Alexander mô tả khoa học đầu tiên năm 1934.